# Římskokatolická farnost Ohrozim
Římskokatolická farnost Ohrozim je územní společenství římských katolíků v Ohrozimi a blízkém okolí. Do roku 2004 byla farnost součástí děkanátu Konice, dnes spadá do děkanátu Prostějov.

## Historie
První zmínka o Ohrozimi pochází z roku 1131 z kupních smluv olomoucké kapituly. Samostatná fara je zmíněna roku 1350. Za třicetileté války však samostatná farnost zanikla a byla připojena k Mostkovicím. K částečnému osamostatnění došlo po roce 1785 a roku 1858 byla kuracie povýšena na farnost. Nová fara byla postavena roku 1785. Kněží zde sídlili do 80. let 20. století. Po smrti P. Novobilského zde krátce bydlela správkyně Horová, ale poté zůstala fara opuštěna a v roce 1996 byla pronajata novým nájemníkům. Farnost byla roku 2004 přesunuta z konického děkanátu do děkanátu Prostějov.

### Požáry
Během existence farnosti postihlo Ohrozim několik ničivých požárů. Např. za napoleonských válek byla celá Ohrozim vypálena vojskem, roku 1822 vznikl velký požár zrovna když byli všichni farníci na slavnosti Těla a Krve Páně v Mostkovicích. Celá obec kromě jediného domu lehla popelem. Na upomínku tohoto neštěstí byla roku 1828 postavena socha sv. Floriána.

### Život farnosti
Roku 1893 vznikl ve farnosti Čtenářsko-pěvecký spolek Sušil vedený farářem Tomášem Dadákem. V září 1898 se konaly lidové misie vedené redemptoristy z Červenky u Litovle. Misie byly opakovány ještě v letech 1938–1939. Další duchovní obnova se konala až roku 1999, kdy přijel paulín Bogdan Stępień. 18. července 1909 zde sloužil primiční mši sv. ohrozimský rodák František Vaněk. Nástup komunismu po II. světové válce znamenal potlačení náboženského života. Poslední průvod Božího Těla se veřejně konal v 50. letech. Roku 1989 se ve farnosti konala primice M. Mlčocha, který byl vysvěcen v Rakousku a navštívit vlast mu bylo dovoleno až po pádu komunistického režimu. Roku 1994 bylo v Kostelci na Hané biřmováno 13 farníků Mons. Janem Graubnerem.

## Duchovní správci
Seznam kněží, kteří působili ve farnosti:
- P. Siardus Matouš Kaděra - (1785 - 1802) lokální kaplan, bývalý premonstrát
- P. Florian Novák - (1803 - 1813), lokátor
- P. František Hudec - (1814 - 1817), lokátor
- P. Antonín Kunc - (1817 - 1822), lokátor
- P. Jan Gilk - (1822 - 1828), lokální kaplan
- P. Josef Homm - (1829 - 1845), lokální kaplan
- P. Jan Krejčiřík - (1846 - 1853)
- P. František Smejkal - (1854 1872), první farář
- P. Ludvík Hoffman - (1872 - 1873), administrátor
- P. František Petržela - (1873 - 1879), farář
- P. František Svoboda - (1879 - 1879), administrátor
- P. František Vychodil - (1879 - 1883), farář
- P. František Porazil - (1883 - 1883), administrátor
- P. Tomáš Dadák - (1883–1896), farář
- P. Josef Bušina - (1896 - 1896), administrátor
- P. František Benda - (1896 - 1925) farář
- P. Otto Galusek - (1925 - 1926)administrátor
- P. Metoděj Vávra - (1926 - 1935) farář
- P. Václav Otáhal - (1935 - 1936) administrátor
- P. Ladislav Láznička - (1936 - 1943)farář,
- P. František Strejček - (1943 - 1945) administrátor
- P. Vojtěch Vrtílek - (1945 - 1951) administrátor a poslední farář
- P. Alois Hrubý - (1951 - 1955) provizor a administrátor.
- P. Jaroslav Novobílský - (1956 - 1985) administrátor
- P. Vladimír Krejza - (1983 - 1999) administrátor
- P. Petr Hrubiš SDB - (1999 - 2003) administrátor
- P. Jiří Kupka - (2003) administrátor
- P. Jan Mach - 2003 administrátor[1]